# Abdelfatah al-Sisi
Abdelfatah al-Sisi (àrab: عبد الفتاح السيسي, ʿAbd al-Fattāḥ as-Sīsī) (el Caire, 19 de novembre de 1954) és un militar i polític egipci. L'any 2013 va enderrocar el govern de Morsi que havia estat perseguint la minoria cristiana del país i havia portat al país a la ruïna i es va convertir en el president d'Egipte.

## Joventut i estudis
Sisi va néixer al Vell Caire el 19 de novembre de 1954, Fill de Said Hussein Khalili al-Sisi i Soad Mohamed. Va créixer a Gamaleya, prop de la mesquita d'al-Azhar, en un barri on residien musulmans, jueus i cristians, del que recordava com, durant la seva infantesa, "sentia les campanes de l'església i veia com els jueus s'acostaven a la sinagoga sense impediments". Posteriorment, Sisi es matricularà a l'Acadèmia Militar Egipcia i, després de graduar-se, va ocupar diversos llocs de comandament a les Forces Armades egípcies i va exercir com a agregat militar d'Egipte a Riad. El 1987 va assistir al l'Escola Egípcia de Comandaments i Estat Major. El 1992 va continuar la seva carrera militar inscrivint-se al British Command and Staff College, i el 2006 es va inscriure al United States Army War College de Carlisle, Pennsilvània.
La família de Sisi és originària de la governació de Menufeya. És el segon de vuit germans (més tard el seu pare va tenir sis fills més amb una segona dona). El seu pare, musulmà conservador però no radical, tenia una botiga d'antiguitats de fusta per a turistes a l'històric basar de Khan el-Khalili.
Ell i els seus germans van estudiar a la biblioteca de la Universitat al-Azhar. A diferència dels seus germans, un dels quals és jutge major i un altre funcionari, Sisi va anar a una escola secundària local dirigida per l'exèrcit, on va començar la seva relació amb la seva cosina materna Entissar Amer. Es van casar quan Sisi es va graduar a l'Acadèmia Militar Egipcia el 1977. Va assistir als cursos següents:
- Curs de comandament i estat major general, Escola Egípcia de Comandaments i Estat Major, 1987
- Curs general de comandament i estat major, Joint Command and Staff College, Regne Unit, 1992
- Curs de guerra, beca del Higher War College, Acadèmia Militar de Nasser, Egipte, 2003
- Curs de guerra, United States Army War College, Estats Units, 2006
- Agregat militar de les Forces Armades egípcies a Riad, Aràbia Saudita
- Curs bàsic d'infanteria, Estats Units

## Carrera militar i política
Al-Sisi es va graduar a l'abril de 1977 en l'Acadèmia Militar d'Heliòpolis amb el grau de tinent de la infanteria mecanitzada, especialitzant-se en tàctiques de guerra antitanc. Més tard es va formar, entre d'altres, en el Army War College de Carlisle (Estats Units), el Staff College de Camberley (Regne Unit) i el Col·legi de Comandament i Estat Major del Caire, on es va llicenciar en Ciències Militars. Va ser a més un agregat militar a l'Aràbia Saudita en una missió diplomàtica.
Quan va aconseguir el rang de general, va obtenir el comandament de brigades d'infanteria mecanitzada i, més tard, de la II Divisió d'Infanteria Mecanitzada, unitat de la qual va anar cap d'Estat Major i comandant. En 2008, va ser nomenat comandant de la Regió Militar Nord, amb aquarterament a Alexandria. Després va passar a formar part del Consell Suprem de les Forces Armades, sent nomenat director de l'Oficina d'Intel·ligència i Reconeixement.
Després de la Revolució egípcia de 2011, al-Sisi va ser ascendit a Comandant en cap de l'Exèrcit i President del Consell Suprem de les Forces Armades en substitució de Mohamed Hussein Tantawi. Així mateix, va exercir el càrrec de Ministre de Defensa i de Producció Militar al govern de Mohamed Morsi.
Al llarg de la seva carrera va anar obtenint diferents posicions de comandament:
- Comandant, 509è Batalló d'Infanteria Mecanitzada
- Cap d'Estat Major, 134a Brigada d'Infanteria Mecanitzada
- Comandant de la 16a Brigada d'Infanteria Mecanitzada
- Cap d'Estat Major, 2a Divisió d'Infanteria Mecanitzada
- Cap d'Estat Major, Zona Militar del Nord
- Subdirector, Departament d'Intel·ligència i Reconeixement Militar
- Director, Departament d'Intel·ligència i Reconeixement Militars

També es va informar del comandant de la 23a Divisió Mecanitzada del Tercer Exèrcit de Camp.

### Ministre de defensa
El 12 d'agost de 2012, el president egipci Mohamed Morsi va prendre la decisió de substituir el mariscal de camp de l'era Mubarak, Mohamed Hussein Tantawi, cap de les Forces Armades egípcies, amb el llavors poc conegut al-Sisi. També el va ascendir al rang de coronel general. Sisi va ser descrit pel Partit Llibretat i Justícia com un "ministre de Defensa amb gust revolucionari". Sisi també va ocupar el càrrec de ministre de Defensa i Producció Militar al gabinet Qandil.
Després que Sisi fos nomenat ministre de defensa el 12 d'agost de 2012, hi va haver preocupació que el general fos la mà dels Germans Musulmans a l'exèrcit, tot i que Sisi sempre havia declarat que l'Exèrcit egipci es mantenia del costat del poble egipci. El 28 d'abril de 2013, durant les celebracions del Dia de l'Alliberament del Sinaí, Sisi va dir que "s'ha de tallar la mà a qui perjudica qualsevol egipci". L'oposició de Morsi va prendre aquestes declaracions com un clar posicionament cap a ells. Tanmateix, la declaració va ser interpretada pels partidaris de Morsi com una advertència als opositors de Morsi que Sisi no permetria derrocar el govern. Va romandre en el càrrec sota el nou govern format després de la deposició de Morsi, govern dirigit per Hazem al-Beblawi. També va ser nomenat viceprimer ministre d'Egipte. El 27 de gener de 2014 va ser ascendit al rang de mariscal de camp.

### Protestes de 2013, cop d'estat i transició
El 30 de juny de 2013 es van produir manifestacions massives on desenes de milions d'egipcis van sortir al carrer per denunciar Mohamed Morsi. Es van produir enfrontaments a tot Egipte. Poc després, l'exèrcit egipci va emetre un ultimàtum, que es va emetre a la televisió, en el qual donava als partits polítics del país fins al 3 de juliol per satisfer les demandes dels manifestants anti-Morsi. Els militars egipcis també van amenaçar amb intervenir si la disputa no es resolia aleshores.
El 3 de juliol de 2013, les Forces Armades Egípcies van declarar que, com que els partits polítics no havien complert el termini i Morsi no havia aconseguit un consens nacional per al seu lideratge, l'exèrcit havia de derrocar Morsi en un cop d'estat. Llavors l'exèrcit va posar Adly Mansour com a cap d'estat interí al seu lloc fins que es pogués elegir un nou president i va ordenar l'arrest de centenars de membres dels Germans Musulmans acusats de "incitar a la violència i pertorbar la seguretat i la pau generals". Al-Sisi va anunciar a la televisió que el president "no va satisfer les demandes del poble egipci" i va declarar que la constitució quedaria temporalment suspesa, cosa que es va ser celebrat pels manifestants anti-Morsi i condemnat dels partidaris de Morsi a Rabaa al-Adawiya.
El 24 de juliol de 2013, durant un discurs en una desfilada militar, al-Sisi va demanar manifestacions massives per atorgar als militars i a la policia egípcia un "mandat" per reprimir el terrorisme. Si bé els partidaris van interpretar això com una necessitat d'al-Sisi per demostrar al món que no era un cop d'estat sinó la voluntat popular, els opositors van considerar-ho contrari a les promeses dels militars de lliurar el poder als civils després d'eliminar Morsi.
Les reaccions a l'anunci d'al-Sisi van anar des del suport obert de la presidència egípcia i del moviment Tamarod fins al rebuig, no només dels Germans Musulmans, sinó també pel partit salafista Nour, el partit islamista Força Egipte, el moviment juvenil liberal del 6 d'abril i alguns grups egipcis de drets humans.
Durant les manifestacions contràries al cop d'estat promogudes pels Germans Musulmans i Morsi, els militars egipcis, sota el comandament d'al-Sisi, van participar conjuntament amb la policia nacional en la dispersió de dues protestes a les places Rabaa el-Adaweya i Nahda. Aquesta acció va provocar una escalada ràpida de la violència que va provocar la mort de 638 persones, 595 de les quals eren manifestants pacífics, i almenys 3.994 ferits (segons el Ministeri de Salut), a més de diversos incidents violents a diverses ciutats, incloses Minya i Kerdasa. Robert Fisk va descriure pel diari britànic The Independent els fets com una massacre i una infàmia. En un fitxer publicat pels Serveis d'Informació de l'Estat, el govern va explicar les batudes afirmant que "la policia va utilitzar la força el 14 d'agost de 2013 amb el mínim dany possible, fent que centenars de civils i policies quedessin víctimes, mentre els partidaris dels Germans Musulmans van imposar un bloqueig durant 46 dies contra la gent de les places al-Nahda i Rabaa al-Adawiya batejat com a acampada on desenes de manifestants sortien al carrer diàriament dificultant la vida dels egipcis, causant malestar i la mort o lesions de moltes víctimes, així com danys a propietats públiques i privades".
El 3 d'agost de 2013, al-Sisi va fer la seva primera entrevista des del derrocament del president Mohamed Morsi. En declaracions al The Washington Post, va criticar la resposta dels Estats Units i va acusar l'administració Obama de proporcionar a Egipte un suport insuficient enmig de les amenaces de guerra civil, dient: "Vau deixar els egipcis. Vau donar l'esquena als egipcis i no ho oblidaran ".
El 6 d'octubre, l'aniversari de les protestes de 2013, al-Sisi va anunciar que l'exèrcit estava compromès amb el mandat popular del 26 de juliol de 2013: "Estem compromesos, davant Déu, amb el poble egipci i àrab que protegirem Egipte, els egipcis i el seu lliure albir".
Durant la celebració de l'aniversari d'aquell any, el general va convidar els ministres de defensa dels emirats, iraquians, bahreinins, marroquins i jordans a celebrar-ho amb ell. Durant el seu discurs, va dir d'una manera advertent que el poble egipci "mai no oblidarà qui va estar amb ells o contra ells". Sisi va descriure el 6 d'octubre com "un dia per celebrar per a tots els àrabs", esperant la "unificació dels àrabs". També va agrair als "germans àrabs d'Egipte, que van estar al seu costat. […] Moriríem abans que vostè [el poble egipci] sentís dolor". També va comparar l'exèrcit egipci amb la piràmide, dient que "no es pot trencar", com una clara advertència a l'oposició.

## Cop d'Estat a Egipte l'any 2013
Durant la presidència de Mohamed Mursi, candidat a la presidència del partit Germans Musulmans, i després d'una sèrie de protestes a Egipte en el mes de juliol de 2013, el mariscal de camp al-Sisi va donar al Govern un ultimàtum de 48 hores per pactar sobre les "demandes del poble" o bé dimitir del seu càrrec.

### Reunió
Abdelfatah Al-Sisi, davant la negativa de Morsi d'abandonar el poder, el dimecres 3 de juliol, el dia que l'ultimàtum expirava, Al-Sisi es va reunir amb diverses forces polítiques del país per traçar un "full de ruta". A la reunió, a la qual el moviment polític dels Germans Musulmans es va negar a assistir, van estar presents destacades figures de l'oposició com Mohamed al-Baradei, el papa copte Teodor II d'Alexandria, el Gran Imam d'al-Azhar (Ahmed al-Tayeb) i l'organitzador del moviment Tamarod, Mahmud Badr.

### Intervenció de l'Exèrcit
El dia 6 de juliol al voltant de les 17:00 (hora local) l'ultimàtum de l'Exèrcit va arribar a la seva fi, i mentre que milions de manifestants anti-Mursi es congregaven a la Plaça Tahrir, els membres de l'Exèrcit van prendre nombroses infraestructures del Caire (la seu de la televisió, ponts, carrers). La residència presidencial va ser envoltada i el mateix Mursi va ser detingut.

### Discurs
Després del cop d'Estat, al-Sisi va donar un discurs televisat juntament amb el-Baradei, el-Tayeb, Teodor II, Badr, etc. En el discurs es va anunciar l'enderrocament oficial de Mohamed Mursi i el seu govern, la suspensió de la Constitució i la convocació d'eleccions, i el nomenament del cap de la Cort Constitucional, Adly Mansur, com a president provisional d'Egipte. Després del cop d'Estat, el 16 de juliol de 2013 al-Sisi va assumir el nou càrrec de viceprimer ministre d'Egipte, sent Hazem el Beblaui el primer ministre. Va seguir exercint les mateixes funcions en l'Exèrcit i en el Ministeri de Defensa, però la cartera de Producció Militar va passar a Reda Hafez.

### Aldarulls
El 25 de juliol, Al-Sisi va donar de nou un ultimàtum, en aquesta ocasió dirigit als manifestants contraris al cop d'Estat, en què va demanar a aquests que s'unissin a les "files de la pàtria" o en cas contrari l'Exèrcit canviaria la seva estratègia en el tracte de la violència que generaven els manifestants. Finalment, el 14 d'agost, l'Exèrcit va dissoldre per la força les acampades massives que havien instal·lat els partidaris de Mursi en les places cairotes de Nahda i Raba-al-Adawiya. Assegurant que alguns dels manifestants estaven armats, la policia va usar gasos lacrimògens i suposadament bales reals per dispersar-los, el que va derivar en enfrontaments que van causar un elevat nombre de morts: 595 civils, 43 policies i 2 periodistes estrangers, segons el Ministeri de Sanitat.

### Opinió pública
Segons els partidaris dels Germans Musulmans, Al-Sisi és responsable de violacions contra els drets humans i d'intentar transformar el país en un nou règim autocràtic. Tanmateix, per a una part de la població egípcia, Al-Sisi s'havia convertit en un heroi nacional i el salvador de la pàtria, sent venerat amb imatges pels carrers, samarretes, perfums, pastissos, rellotges, bijuteria i fins i tot videojocs i cançons nacionalistes o de lloança.

## Eleccions presidencials
Amb motiu de les Eleccions presidencials d'Egipte de 2014 i donat el gran suport popular que tenia, al-Sisi va dimitir de tots els seus càrrecs militars i es va presentar com a candidat. La Comissió Electoral egípcia va anunciar a l'abril que al-Sisi va aconseguir registrar 188,930 signatures vàlides per a la seva participació (sent solament 25,000 necessàries). El seu únic rival que va aconseguir superar el mínim de signatures va ser l'esquerrà Hamdin Sabahi, líder del partit Corrent Popular, havent aconseguit 31,555 avals.
A les eleccions presidencials de 2018 va revalidar el seu càrrec, tot i que amb una baixa participació electoral.